# Byron Kelleher
Byron Terence Kelleher (Dunedin, 3 de diciembre de 1976) es un ex–jugador neozelandés de rugby que se desempeñaba como medio scrum. Fue internacional con los All Blacks de 1999 a 2007.

## Selección nacional
John Hart lo convocó a los All Blacks para los test matches de mitad de año 1999 y allí debutó contra Samoa.
Integró el equipo que enfrentó a los British and Irish Lions durante la dura Gira de 2005. Kelleher jugó los tres test matches y fue titular en dos.
Su último partido fue ante los Les Bleus en el mundial de 2007. En total jugó 57 partidos y marcó 40 puntos, productos de ocho tries.

### Participaciones en Copas del Mundo
Participó en Gales 1999 donde fue suplente de Justin Marshall y los kiwis cayeron en semifinales contra Francia, en Australia 2003 fue reserva del titular Marshall y el suplente Steve Devine; por ello solo jugó un partido. En Francia 2007 fue titular y los All Blacks quedaron eliminados por Les Bleus en cuartos de final, siendo la peor participación histórica.
| Mundial                       | Sede      | Resultado        | PJ | Tries |
| ----------------------------- | --------- | ---------------- | -- | ----- |
| Copa Mundial de Rugby de 1999 | Gales     | Cuarto puesto    | 4  | 2     |
| Copa Mundial de Rugby de 2003 | Australia | Tercer puesto    | 1  | 0     |
| Copa Mundial de Rugby de 2007 | Francia   | Cuartos de final | 3  | 1     |

## Palmarés
- Campeón de The Rugby Championship de 1999, 2002, 2005, 2006 y 2007.
- Campeón de la Copa de Campeones de 2009–10.
- Campeón del Top 14 de 2007–08 y 2010–11.